# Horacio Baella
Horacio Baella Serván (n. Luya, 1956),  es un político peruano. Alcalde del Distrito de Lámud y de la Provincia de Luya en 4 periodos.

## Biografía
Jeiner Julón nació en el Distrito de Luya, el 29 de septiembre de 1956.  Hizo sus estudios primarios en la Institución Educativa de Primaria San Luis Gonzaga y los secundarios en la Institución Educativa Secundaria Ramón Castilla. Estudió Mecánica Eléctrica en la Universidad Nacional de Ingeniería, entre 1975 y 1981, logrando el grado de bachiller.
En 1995, como miembro del Movimiento Independiente Mayoría Integral Provincia de Luya participó en las elecciones municipales postulando a la Alcaldía Provincial de Luya , elegido para el periodo 1996-1998, siendo reelecto para el periodos 1999-2002, por la misma agrupación.
En el año 2001 se presenta nuevamente como candidato a Alcalde Provincial de Luya, esta vez como candidato de la Alianza electoral Unidad Nacional, accediendo al cargo para el periodo 2003-2006, siendo reelecto para el periodo 2007-2010, no logrando el mismo propósito en elecciones regionales y municipales de Perú de 2010, para el periodo 2011-2014.
En el 2001, había postulado sin éxito al cargo de Congresista de la República, por la Alianza electoral Unidad Nacional.